# Piscine Garibaldi
 (mars 2025).
Motif : manque de sources nationales
- Archive Wikiwix
- Bing
- Cairn
- DuckDuckGo
- E. Universalis
- Gallica
- Google
- G. Books
- G. News
- G. Scholar
- Persée
- Qwant
- (zh) Baidu
- (ru) Yandex
- (wd) trouver des œuvres sur Wikidata

| 1. | Préciser le motif de la pose du bandeau. | Précisez le motif de la pose du bandeau en utilisant la syntaxe suivante : {{admissibilité à vérifier\|date=mai 2025\|motif=remplacez ce texte par le motif}}                          |
| 2. | Informer les utilisateurs concernés.     | Pensez à avertir le créateur de l'article, par exemple, en insérant le code ci-dessous sur sa page de discussion : {{subst:avertissement admissibilité à vérifier\|Piscine Garibaldi}} |

Conçue par l'architecte Charles Colliard et inaugurée en 1933, la piscine Garibaldi est située au 221 de la rue éponyme dans le 3e arrondissement de Lyon.

## Contexte de construction
C'est dans un contexte de course à la modernité entre les villes de Lyon et Villeurbanne, que le projet de la piscine Garibaldi, dont le devis initial était de 6 millions de francs, est accepté en délibération du conseil municipal les 26 et 29 janvier 1931,. Peu viable économiquement, il est adopté à la hâte par les élus lyonnais, poussés à concrétiser des projets repoussés depuis longtemps après la construction de la piscine de Cusset par Villeurbanne.

## Architecture et accueil du public
La piscine ouvre finalement ses portes en 1933. Elle accueille, dans son bassin de 33 mètres de long, des cours de natation, des entrainements de clubs sportifs, et des compétitions. Les cabines vestiaires, situées à un étage supérieur, font le tour du bassin et des vitraux colorés crées par le maître verrier Hippolyte Paquier-Sarrasin finissent de donner un style Art déco au bâtiment. L'établissement propose également des bains-douches et un service de lingerie.

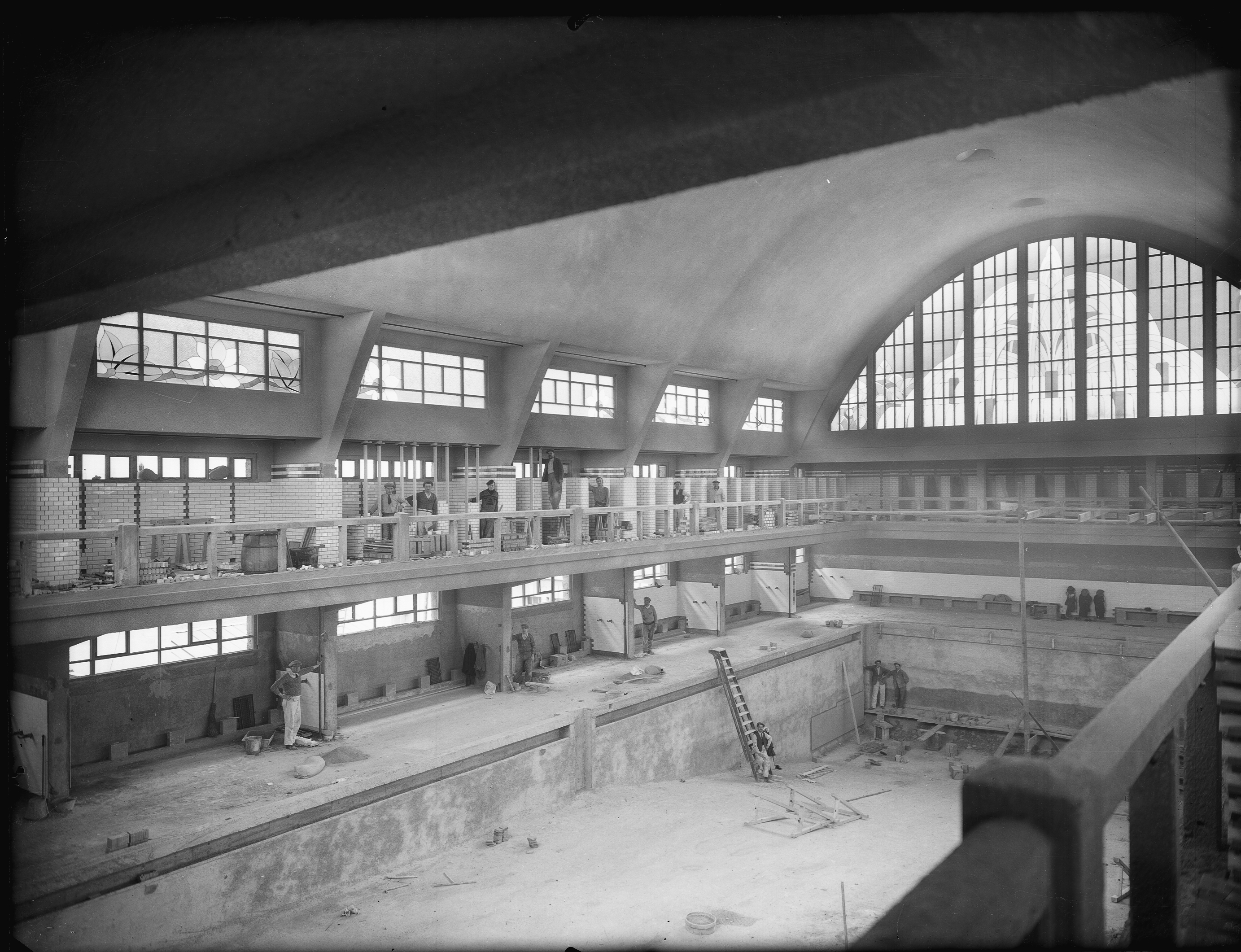
Vue du bassin et des cabines de la piscine Garibaldi en construction. À l'arrière, la verrière d'Hippolyte Paquier-Sarrasin est visible.

L'adoption et la mise en oeuvre rapide du projet entraine un dépassement du devis et des problèmes techniques.Certains journaux relèvent ainsi la "profondeur insuffisante du bassin sur presque toute sa longueur", imputant les résultats médiocres de la réunion de préparation olympique organisée en 1935 par la F.F.N.S. au bassin jugé "lent". Pour autant, la piscine Garibaldi est alors décrite comme "la plus grande et la plus moderne de France",, permettant ainsi à Lyon de reprendre l’avantage symbolique sur Villeurbanne et de se placer comme emblème de "l'hygiénisme français",.

## La piscine depuis son ouverture
Face au succès de la piscine, un deuxième bassin, plus petit, est ajouté en 1943. Puis, dans les années 1960, un système de chauffage de l'eau est installé pour répondre aux demandes des habitants, jugeant l'eau trop froide. Enfin, les deux voutes et les vitraux Art déco du bâtiment disparaissent lors de la rénovation de la piscine Garibaldi menée par les architectes Albert Cohendet et René Fabre en 1970.
À la suite de la chute d’une partie du doublage intérieur du bâtiment, révélant la présence d’amiante, la piscine rouvre ses portes en mars 2024, après deux ans de travaux de désamiantage et rénovation.